# Cyttariales
De Cyttariales vormen een orde van de klasse der Leotiomycetes, behorend tot de subklasse Leotiomycetidae.

## Taxonomie
- Orde: Cyttariales
  - Familie: Cyttariaceae
  - Familie: Deltopyxidaceae